# Glucocinasa

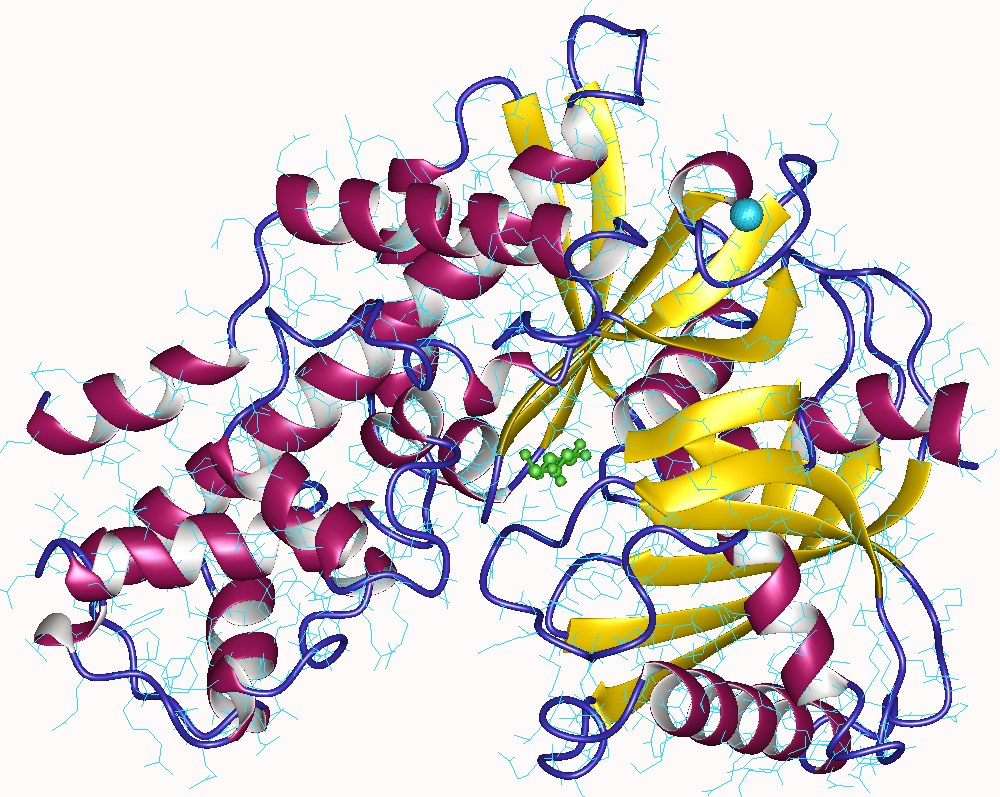
Glucocinasa humana + D-glucosa (verde) + Na (azul claro)

La glucocinasa o glucoquinasa tipo IV es una enzima que se encuentra exclusivamente en el hígado y en células beta de los islotes de Langerhans en el páncreas. Es altamente específica, por lo que solamente utiliza D-glucosa como sustrato y su afinidad por otras hexosas es mucho menor que de las otras isoenzimas (KM mayor de 10 mM).
La actividad de esta enzima depende de la glucosa disponible; es pobre a valores de glucemia normal en ayunas. A diferencia de las hexocinasas I, II, III, no se inhibe por la glucosa-6-P producto de la fosforilación de glucosa catalizada por glucocinasa (hígado y páncreas) o hexocinasa.

## Estructura
La glucocinasa-IV (HXK4) posee una estructura primaria formada por 465 aminoácidos.  
Posee un peso molecular de 52.191 daltons.

## Función
Solamente utiliza D-glucosa como sustrato y su afinidad por otras hexosas es mucho menor que de las otras isoenzimas. 
- Datos: Q425185